# 안드레아스 벤첼
안드레아스 벤첼(독일어: Andreas Wenzel, 1958년 3월 18일~)은 리히텐슈타인의 알파인 스키 선수이다. 올림픽에 4회 참가하였으며, 1980년 동계 올림픽에서 남자 대회전 은메달, 1984년 동계 올림픽에서 남자 대회전 동메달을 획득했다. 또한 알파인 스키 월드컵 종합 우승 1회 달성했다.
리히텐슈타인 최초의 올림픽 금메달리스트인 하니 벤첼의 동생이기도 하다.